# Shareese Woods
Shareese Woods (ur. 20 lutego 1985) – amerykańska lekkoatletka specjalizująca się w biegu na 400 metrów.
W 2006 zdobyła złoty medal mistrzostw NACAC do lat 23 w sztafecie 4 × 100 metrów. Srebrna (bieg na 200 metrów) oraz złota (sztafeta 4 × 400 metrów) medalistka mistrzostw NACAC w kategorii seniorów (San Salvador 2007). W 2007 r. zdobyła także srebrny medal w sztafecie 4 × 100 metrów podczas igrzysk panamerykańskich, które rozegrane zostały w Rio de Janeiro. Największe sukcesy w dotychczasowej karierze odniosła w 2008 w Walencji, gdzie zdobyła dwa brązowe medale halowych mistrzostw świata, w biegu na 400 m oraz w sztafecie 4 × 400 m. W tym samym roku zdobyła tytuł halowej mistrzyni Stanów Zjednoczonych w biegu na 400 metrów. 

## Rekordy życiowe
- bieg na 100 metrów – 11,36 – Orlando 27/03/2010
- bieg na 200 metrów – 22,71 – Haldensleben 22/08/2010
- bieg na 400 metrów – 51,05 – Eugene 27/06/2009
- bieg na 200 m (hala) – 22,97 – Fayetteville 09/03/2007
- bieg na 400 m (hala) – 51,41 – Walencja 09/03/2008